# 朔望棋
朔望棋（Syzygy），是荷蘭人Olaf Pieters在2011年推出兩人對戰的連棋類遊戲。

## 棋具
- 棋子雙方共用，造型為圓形，有紅、藍、綠、黃四種顏色，每色四顆。

## 規則
- 初始佈置為各色棋子交錯擺為4*4平行四邊形。
- 每方輪流動一枚至少有相鄰兩空位的棋子，至周圍正好有N枚棋子組成的凹缺口，不可移動與敵方上著同色棋子，也不可使棋群分為兩斷。N決定於該棋原先相鄰棋子的顏色，有多色則任選其一。
  - 黃：N＝2。
  - 綠：N＝3。
  - 藍：N＝4。
  - 紅：N＝5。
- 使三枚或以上同色棋子連成一線獲勝[1]。

## 外部連結
- 線上遊戲 （页面存档备份，存于）
- 遊戲介紹 （页面存档备份，存于）